# La Lande-Saint-Siméon
La Lande-Saint-Siméon is een gemeente in het Franse departement Orne (regio Normandië) en telt 122 inwoners (1999). De plaats maakt deel uit van het arrondissement Argentan.

## Geografie
De oppervlakte van La Lande-Saint-Siméon bedraagt 5,3 km², de bevolkingsdichtheid is 23,0 inwoners per km².
De onderstaande kaart toont de ligging van La Lande-Saint-Siméon met de belangrijkste infrastructuur en aangrenzende gemeenten.

## Demografie
Onderstaande figuur toont het verloop van het inwonertal (bron: INSEE-tellingen).